# Lufilufi
Lufilufi – wieś w Samoa, w dystrykcie Atua, na wyspie Upolu.